# Lantbrukarnas riksförbund

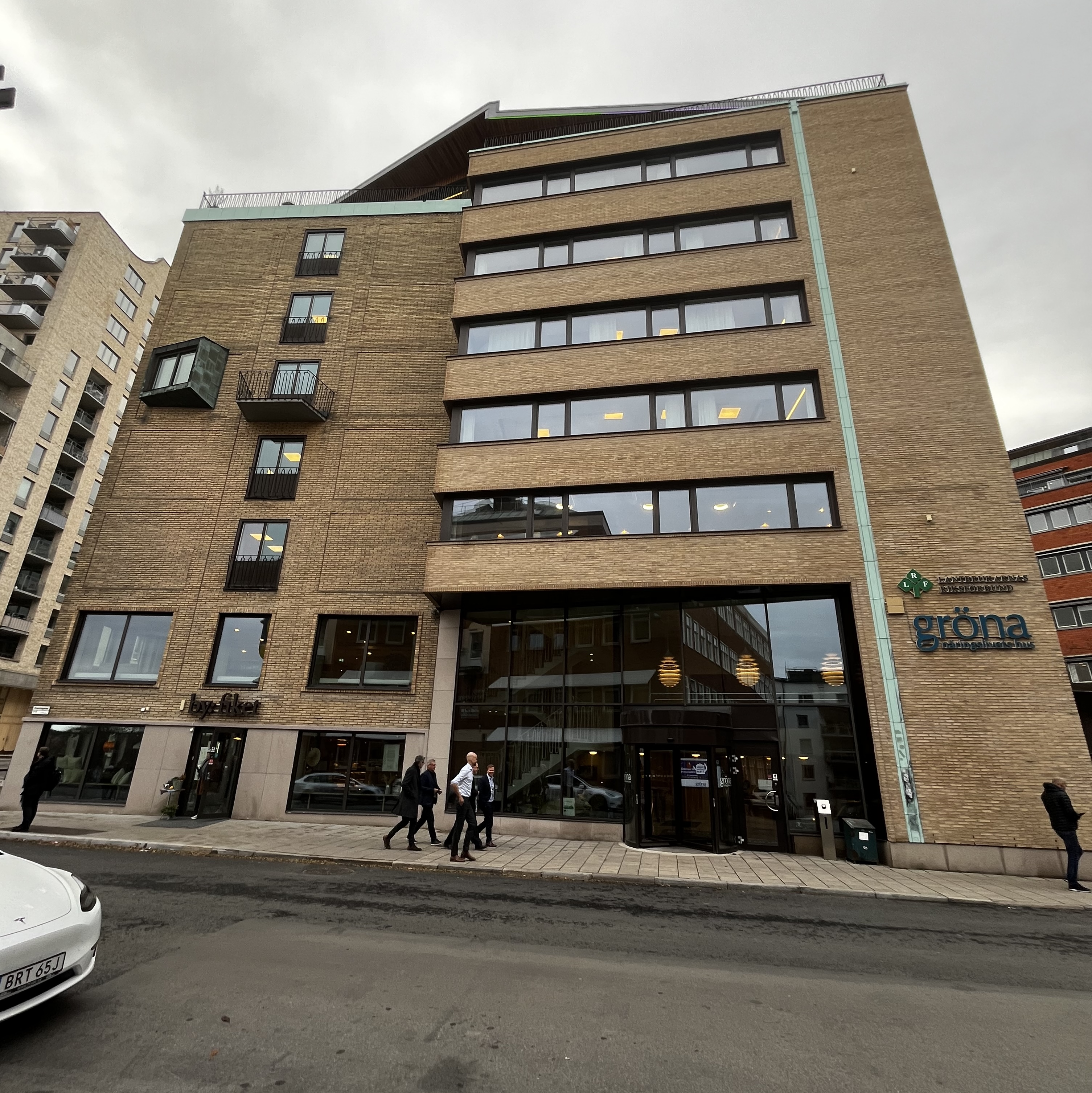
LRF:s huvudkontor i Stockholm.

Lantbrukarnas Riksförbund (LRF) är en politiskt obunden intresse- och företagarorganisation för företagare inom jordbruk, skogsbruk, trädgårdsnäringen och andra företagare som har sin bas i landsbygden, till exempel landsbygdsturism, entreprenad och livsmedelsförädling. Organisationen bildades 1971 genom en sammanslagning av de båda lantbruksorganisationerna Riksförbundet Landsbygdens folk (RLF) och Sveriges Lantbruksförbund. LRF har cirka 120 000 medlemmar.

## Verksamhet
Förbundets medlemmar driver tillsammans nära 90 000 företag, och LRF är därmed Sveriges största småföretagarorganisation. Flera bondeägda ekonomiska föreningar som Arla Foods, Lantmännen, Södra Skogsägarna, Mellanskog, Norrskog och Norra Skogsägarna är också medlemmar.

## Historia
Under 1970-talet drev LRF framgångsrika kampanjer för att förbättra villkoren för svenska bönder, särskilt för mjölkbönder som mötte stora ekonomiska utmaningar. Organisationen arbetade för att förbättra möjligheterna för ett hållbart jordbruk samtidigt som landsbygdens ekonomi och tillväxt stod i fokus. På 1980-talet skiftade opinionen kring jordbruk och miljöfrågor fick en framträdande plats i debatten, vilket gjorde att LRF tog initiativ till hållbarhetsåtgärder och började föra fram vikten av ansvarsfull naturresursförvaltning. Dessa insatser bidrog till att förankra jordbrukets roll som en nyckelaktör inom miljövården.
Med avregleringar under 1990-talet förändrades spelreglerna för jordbruket, och LRF styrde om sitt fokus mot en mer marknadsanpassad och företagsorienterad verksamhet. Sveriges inträde i EU 1995 var en avgörande händelse som tvingade LRF att snabbt anpassa sig till den europeiska jordbrukspolitiken. LRF såg det då som en nödvändighet att påverka EU:s politiska agenda för att säkerställa att svenska lantbrukares behov och röster blev hörda på den internationella arenan.

## Dotterbolag
LRF äger sju dotterbolag: certifieringsföretaget Sigill Kvalitetssystem, hotell- och konferensföretaget Sånga-Säby Hotell & Konferens, inköpsföretaget LRF Samköp
och medieförlaget LRF Media med tidningarna Land, Land Lantbruk med Skogsland, Lantmannen och ATL med tillhörande webbplatser.

## LRF i Bryssel
Sedan 1989 har LRF ett kontor i Bryssel för att kunna bevaka och driva det näringspolitiska arbetet inom EU. Brysselkontoret har en viktig roll att spela för att säkerställa att EUs beslut gynnar Sveriges bönder och verkar för att förbättra och påverka beslutsprocesserna inom EU och hanterar kontakterna med andra bondeorganisationer.

## Betesrätt för kor
Under 2020 beslutade LRF att “verka för att lagstiftningen ändras så att nötkreatur i lösdriftsstallar undantas från kravet på bete och utevistelse”, efter ett förslag från förslag från LRF Västra Götaland. 
År 2021 ansökte LRF Mjölk tillsammans med Växa Sverige om att få påbörja en studie för att undersöka hur det påverkade 2500 kor att hållas inne under under betesperioden. Ansökningen avslogs av Göteborgs djurförsöksetiska nämnd. Under 2023 ansökte man åter igen om en liknande studie med 1500 kor, men denna gång via Uppsala djurförsöksetiska nämnd. Även denna ansökan avslogs. 
Kort därpå ansökte man åter igen om en studie med 1500 kor och i april 2023 meddelade LRF Mjölk tillsammans med Växa Sverige att man fått godkänt för att påbörja en djurvälfärdsstudie där 1500 mjölkkor i Sverige ska hållas inne dygnet runt under sommaren. Studiens totala längd är 18 månader och påbörjades under 2023. Syftet beskrevs vara att se hur mjölkkornas djurvälfärd förändras efter vistelse i lösdriftsstall under alla årstider. 
Studien väckte kritik från bland annat Världsnaturfonden WWF, som menar att en slopad betesrättslagstiftning kan skada djurens välfärd och även minska konsumenternas vilja att köpa svensk mjölk.
I juni 2024 blev LRF, tillsammans med Liberalerna och statliga LKAB, nominerade till antipriset Svenska greenwashpriset 2024. Priset, vars syfte är uppmärksamma falsk, grön marknadsföring, delas ut av Jordens Vänner som motiverar nomineringen med vikten av öppna landskap och betade hagmarker för den biologiska mångfalden är viktiga, samtidigt som förbundet arbetar för att avveckla beteskravet för svenska kor.

## LRF Media
LRF Media är ett dotterbolag till LRF ger bland annat ut veckotidningen 
Land, som med en upplaga på 229 000 är en av Sveriges största veckotidningar. LRF Media har anor från slutet av 1800-talet. Då startades Lantmannen, förlagets äldsta titel, och ATL, Lantbrukets Affärstidning. 1971 slogs tidningarna Jordbrukarnas Föreningsblad och RLF-tidningen ihop till två nya delar, familjetidningen Land och affärstidningen Land Lantbruk, som senare kompletterades med titeln Land Skogsbruk. Helena La Corte är VD. 
- ATL 1884
- Land 1971
- Land Lantbruk 1971
- Land Skogsbruk
- Lantmannen

Andra varumärken i koncernen är  Brid, AGFO, Ehandel, Ehandel Growth, Influens, Showroom och Brath .
2013 sålde LRF Media ut tre titlar till Aller media. 2016 beslutade ledningen att sälja Lantliv, Lantliv Mat & Vin, Gods & Gårdar, Allt om Vin samt Hembakat. Totalt nio titlar såldes till Bonnierkoncernen som ett steg i att lägga fokus på branschpresstidningarna Land, Land Lantbruk med Skogsland, Lantmannen och ATL. 

## Medlemsutveckling
När LRF grundades, som en sammanslagning av branschorganisationerna RLF och SLF, hade man 131 000 medlemmar. Antalet ökade fram till 1984 till 157 000, varefter det (i en tid av sammanslagningar och nedläggningar inom jordbruket) föll tillbaka till 120 000 år 1996. Därefter gjorde förbundsstyrelsen en satsning på medlemsvärvning, vilket vände medlemskurvan uppåt igen. 2006 var medlemsantalet uppe på nästan 166 000 igen, och 2011 var antalet över 170 000. 2006 var antalet landsbygdsmedlemmar – en medlemskategori som introducerades 1998 – över 23 000. År 2024 hade LRF 120 000 medlemmar.

## Förbundsordförande
Förbundsordförande är lantbrukaren Palle Borgström, vald 2017. Palle Borgström är ledamot i COPA och ledamot i Nordiska Bondeorganisationers Centralråd, NBC, sedan 2017.  Palle Borgström driver ett lantbruk med växtodling och mjölkproduktion i Västergötland. Han har en lantmästarexamen från Sveriges Lantbruksuniversitet. 
LRF har sedan bildandet 1971 haft nio olika förbundsordförande, vilka varit som följer:
- 1971–1972 – Sigge Oscarsson
- 1972–1982 – Eric Jonsson
- 1982–1986 – Sven Tågmark
- 1986–1995 – Bo Dockered
- 1995–2001 – Hans Jonsson
- 2001–2005 – Caroline Trapp
- 2005–2011 – Lars-Göran Pettersson
- 2011–2017 – Helena Jonsson
- 2017–     – Palle Borgström

## Jämställdhetsakademin
LRF driver sedan 2009 tankesmedjan Jämställdhetsakademin som ska arbeta med idéutveckling, forskning och opinionsbildande i syfte att främja företagande beträffande jordbruk och skogsbruk samt trädgårds- och landsbygdsnäringar.